# Dorking Tye

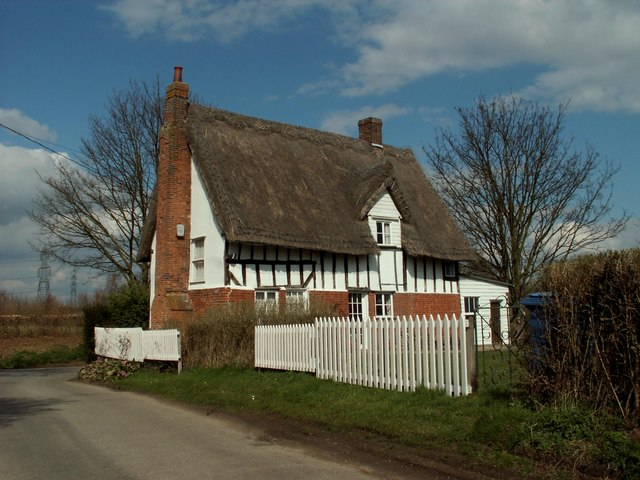
Dorking Tye

Dorking Tye är en by (hamlet) i Babergh, Suffolk, östra England. Den har två kulturmärkta byggnader, inklusive Barn to the North West of Dorking Tye House och Dorking Tye House.